# 캐머런 데블린
캐머런 피터 데블린(영어: Cameron Peter Devlin, 1998년 6월 7일 ~ )은 오스트레일리아의 축구 선수이다. 포지션은 수비형 미드필더이며, 현재 스코티시 프리미어십의 하트 오브 미들로디언 FC에서 뛰고 있다.